# Escudilla

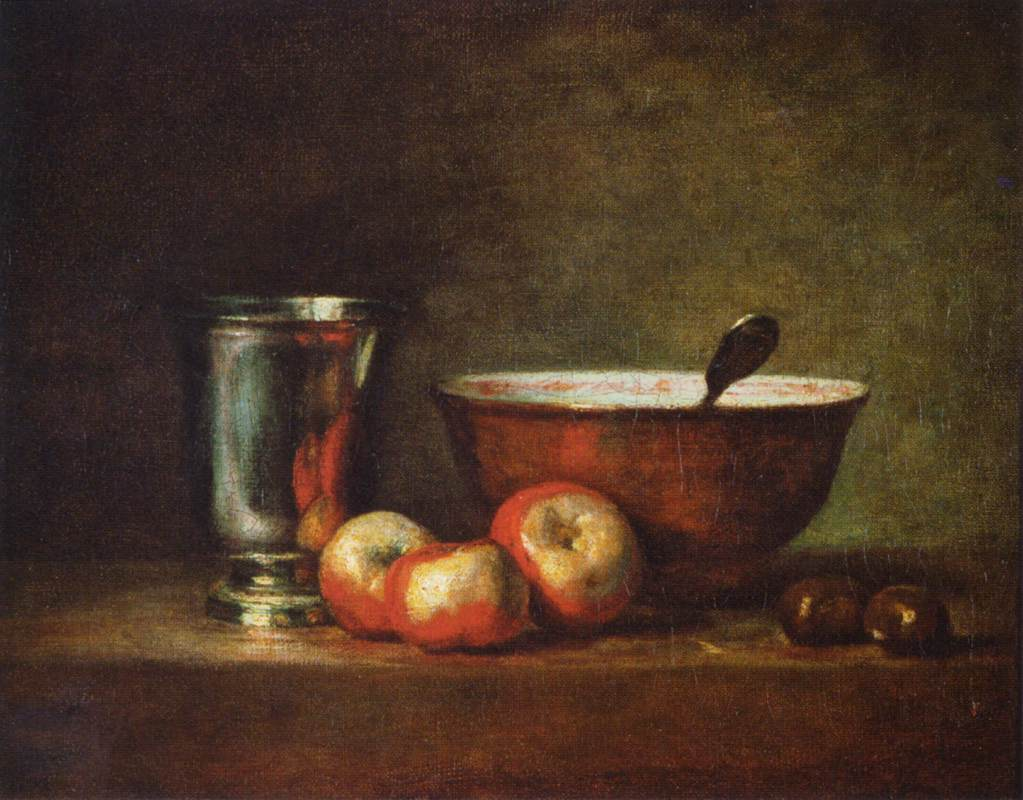
Escudilla (con su cuchara dentro), en La copa de plata, óleo de Jean Siméon Chardin.

Se llamaba escudilla al recipiente semiesférico, ancho, no muy grande ni muy hondo y sin asas ni labio, usado individualmente para comer con cuchara y beber sorbiendo. Nebrija recoge la voz dando sus equivalencias latinas: scutula y scutella.
Pieza alfarera básica del servicio de mesa, la escudilla, en el campo arqueológico, resulta conflictiva a la hora de su clasificación y diferenciación de otros vasos como los cuencos, los ataifores de la producción islámica, e incluso algunos platos y fuentes.
Además de su obvio interés etnológico, la escudilla, término hoy en desuso, es voz habitual en la literatura y en la iconografía pictórica desde la Edad Media hasta mediado el siglo XX.

## La vasija por excelencia

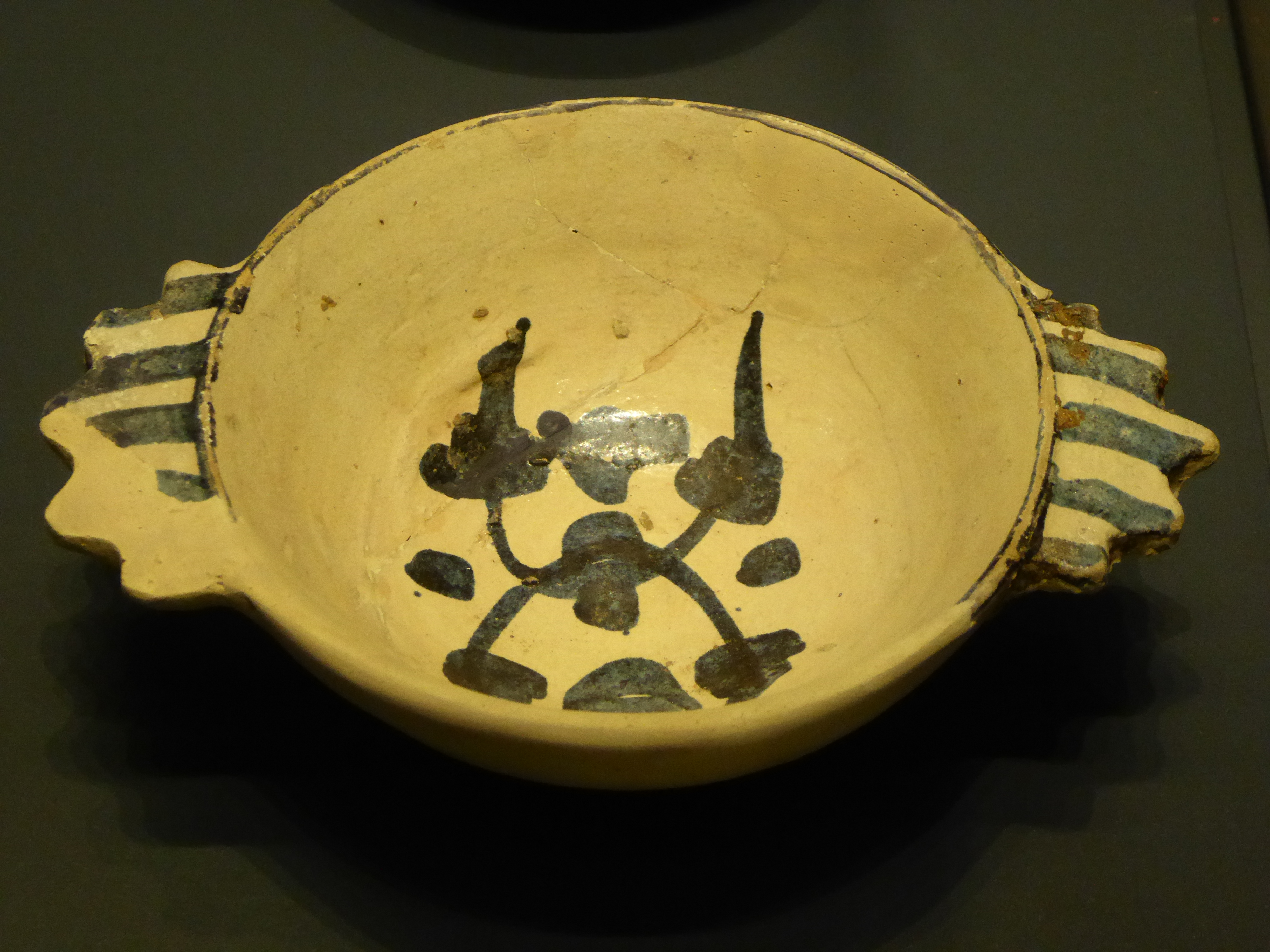
Escudilla vidriada con asas de orejeta de los talleres de Muel. Museo del Teatro Romano de Caesaraugusta.

Así la consideraba el erudito González Martí, añadiendo en su presentación de la pieza que era su destino principal el de recibir la ración alimenticia que en el yantar cotidiano corresponde a cada uno de los componentes de la familia, reinando, de ordinario, la más estrecha armonía mientras se consume su contenido.
Una descripción más técnica de la escudilla la define como vasija sin asas verticales, si acaso horizontales, cuyo diámetro del fondo —entre 60 y 90 mm— es la mitad del de la embocadura, y proporcionalmente de 2 a 3,5 veces la altura. Los ejemplares medievales analizados en la provincia de Valladolid por Olatz Villanueva, llevan engobe interior, alturas entre 55 y 80 mm., y son similares a las copas troncocónicas del Hotel de Brión, en (Aviñón), y a los cuencos de algunos yacimientos arqueológicos de la provincia de Zamora estudiados por Turina Gómez.

## La escudilla en la literatura española
- La palabra escudilla es habitual en el servicio de mesa, camino y fonda del ingenioso hidalgo creado por Cervantes. También aparece en La Celestina, otro clásico del Siglo de Oro español; y continúa viva en las páginas de muchos autores del siglo XIX.

Dijo que se llamaba Ignoto; y como Amado se empeñase en que le había de mostrar su cabaña, el leñador le condujo a una próxima y muy pobre, en que sólo había un cántaro con agua, un banco de madera y tres o cuatro pucheros y escudillas de barro.
Emilia Pardo Bazán: El príncipe Amado .

- Una cita reveladora de la identidad y el uso de la escudilla en el siglo XVI español, puede leerse en los escritos biográficos del renacentista Francisco López de Villalobos:

Y en Castilla los curiales no dicen "hacien" por "hacian", ni "comien" por "comian", y assí en todos los otros verbos que son de esta conjugacion; ni dicen "albaceha", ni "almutacen", ni "atayforico" (el texo de Villalobos, anotado, incluye la siguiente referencia: "Atayforico", diminutivo de ataifor, escudilla de cobre. Véase Dozy, Glosaaire des mots espagnols et portugais derivé de l'arabe, pág. 209.), ni otras palabras moriscas con que los toledanos ensucian y ofuscan la polideza y claridad de la lengua castellana. Esta digression he hecho aquí, aunque es fuera de propósito, porque las damas de Toledo no nos tengan de aquí adelante por çafios (zafios).

## Evolución arqueológica

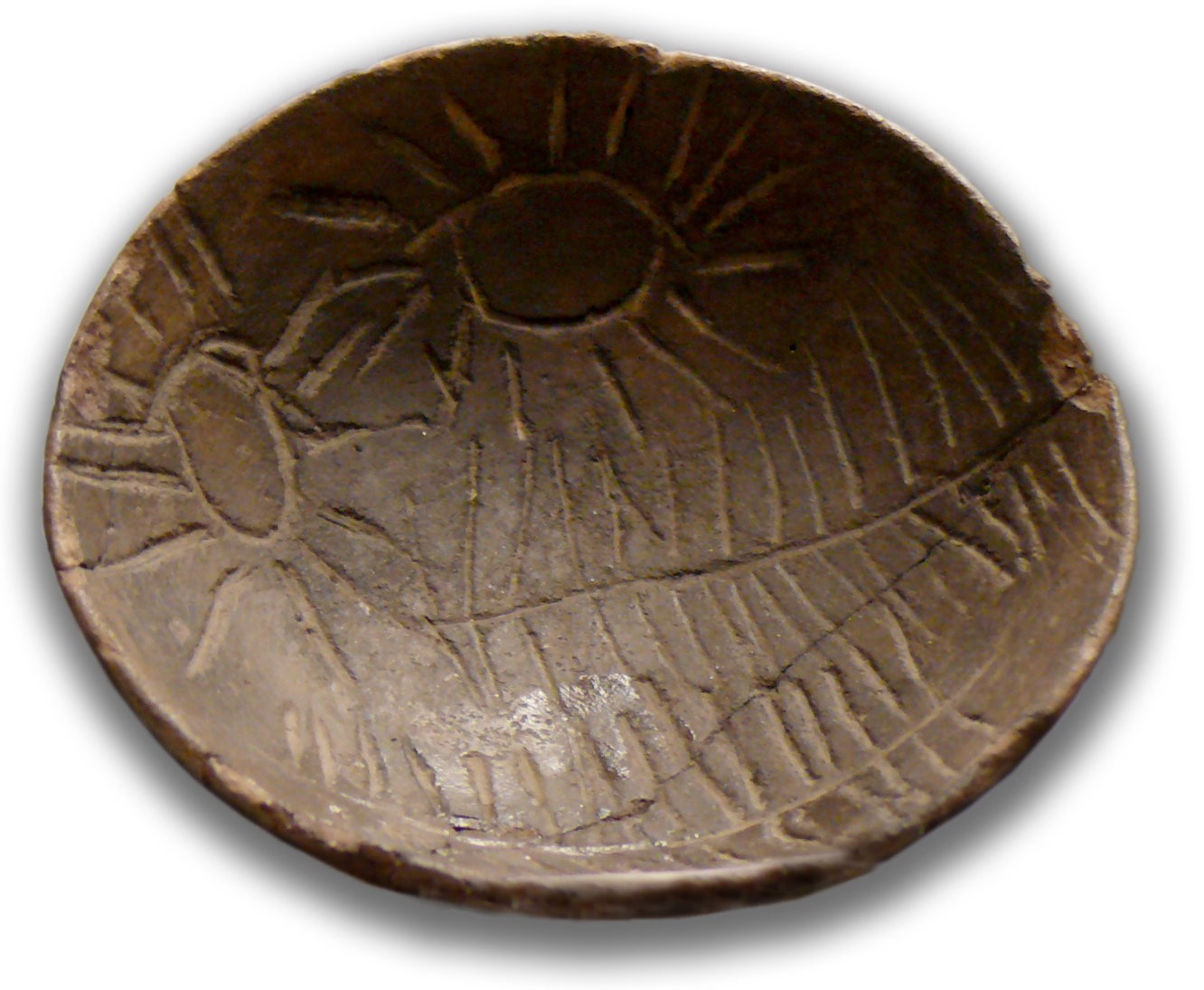
Escudilla (plato) del yacimiento almeriense de Los Millares.
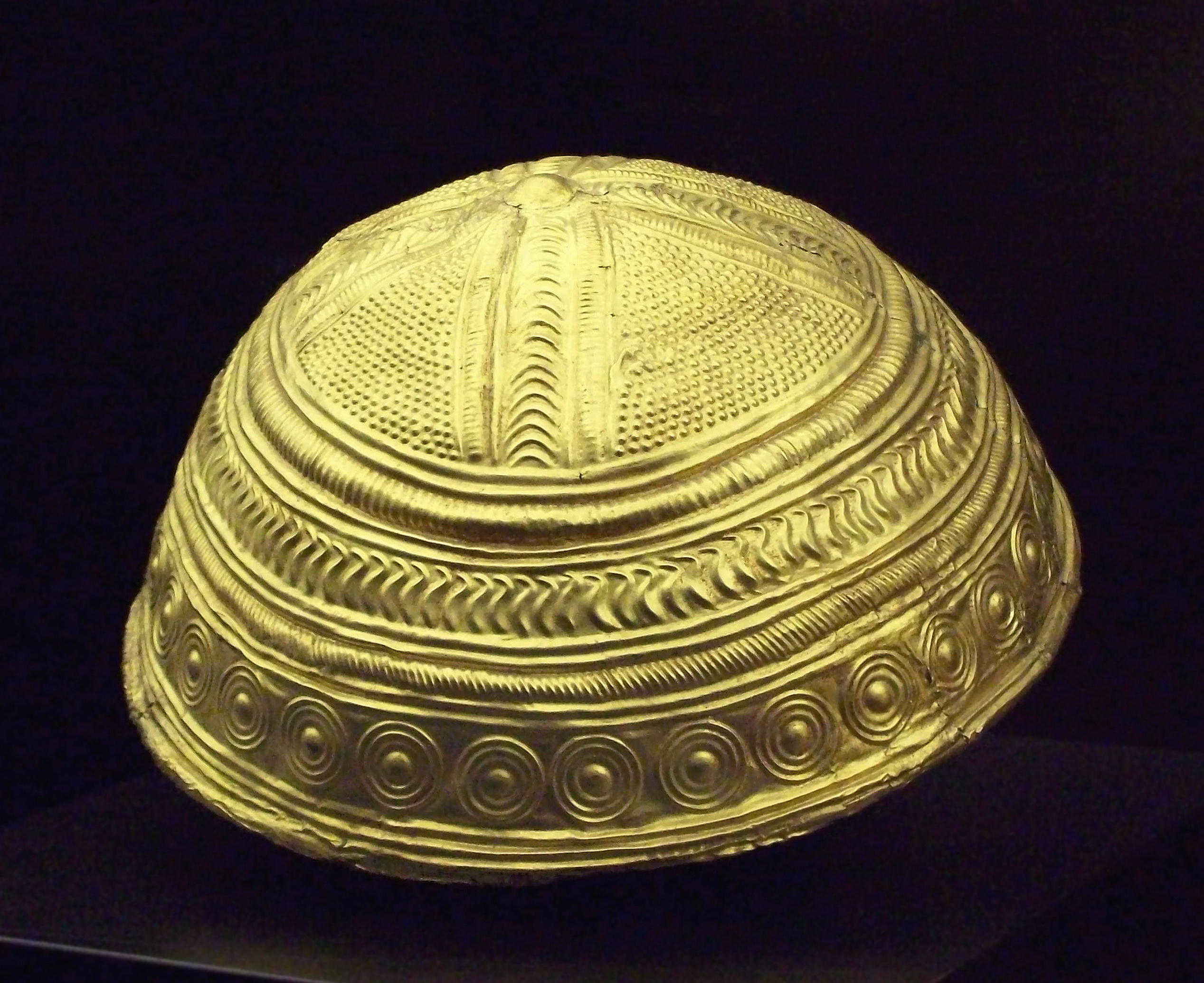
Escudilla (cuenco) en oro repujado del yacimiento de Axtroki (Escoriaza (Guipúzcoa), (siglo I a. C.).
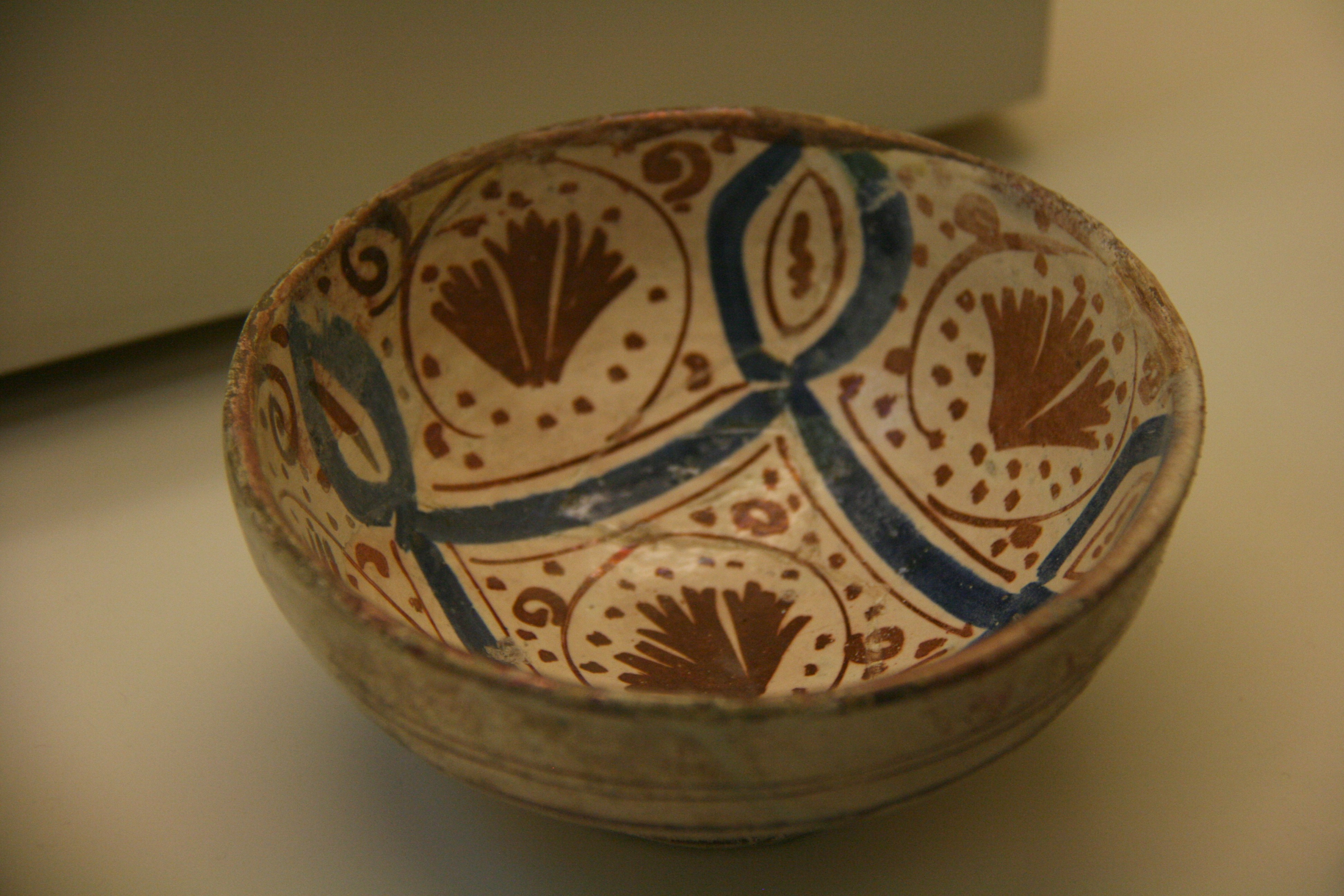
Escudilla (cuenco) de mayólica de Manises (Valencia), (siglo XIV).

## Ejemplos etnográficos

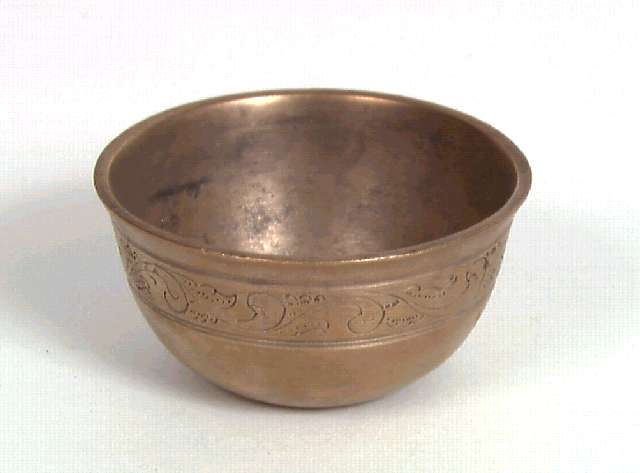
Escudilla de bronce, en el Museo del Pueblo Noruego.
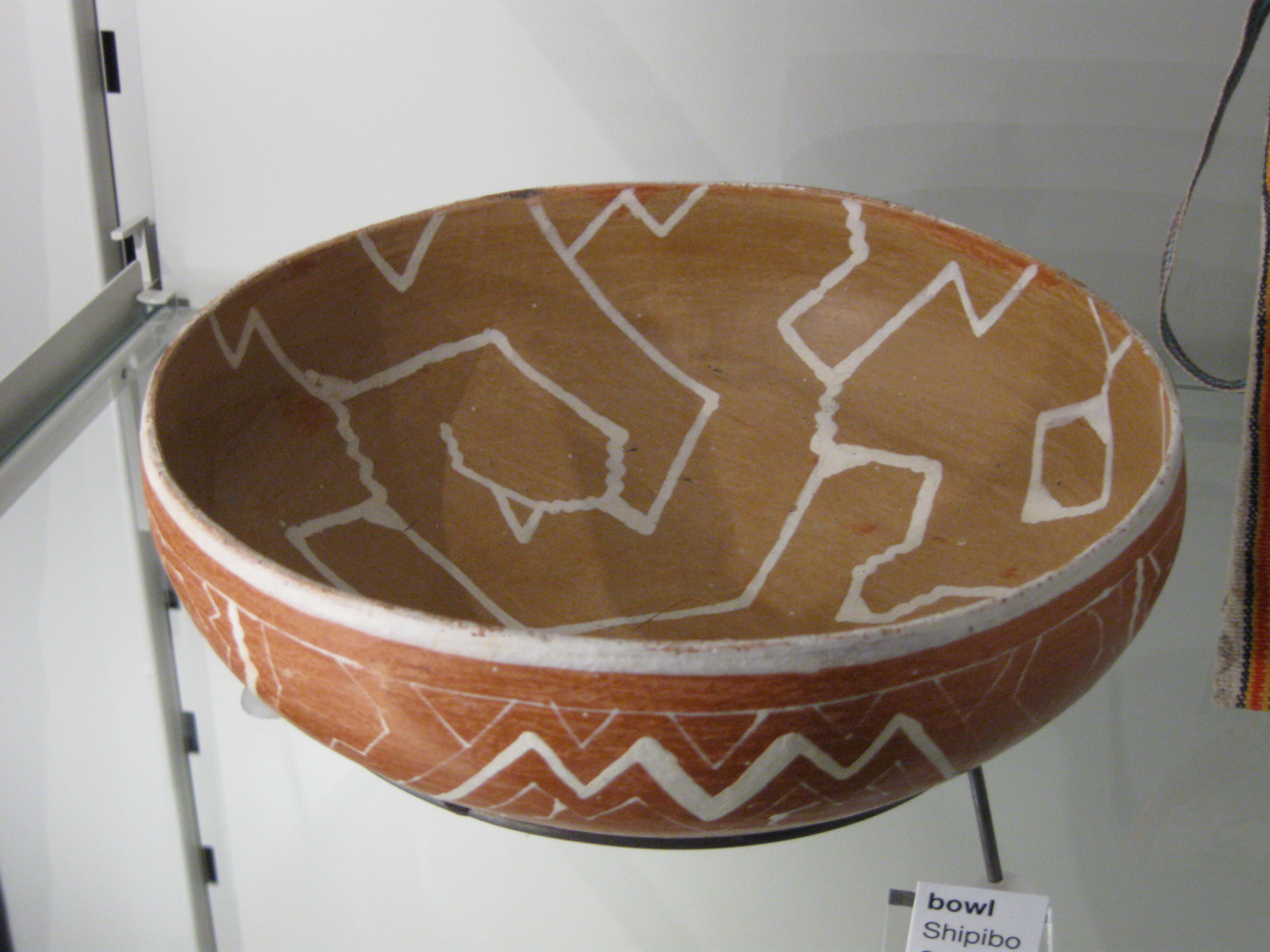
Escudilla shipibo de Perú.  Museo de Antropología de Vancouver, Canadá.
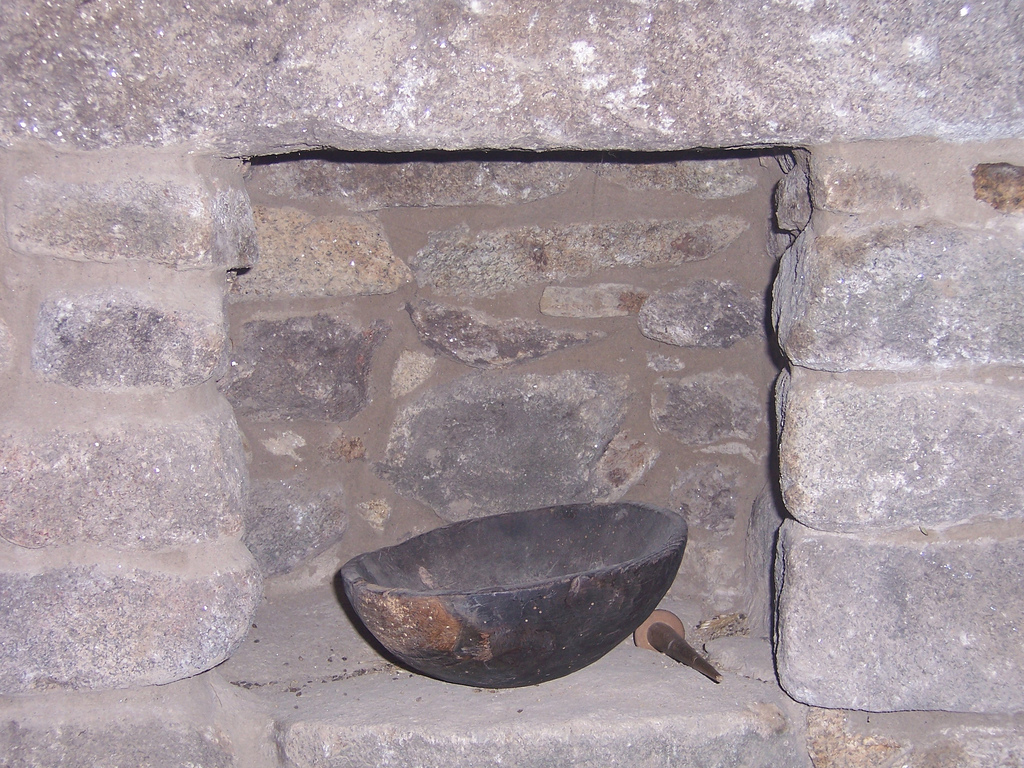
Escudilla de madera (O Castro de Vigo, Galicia).
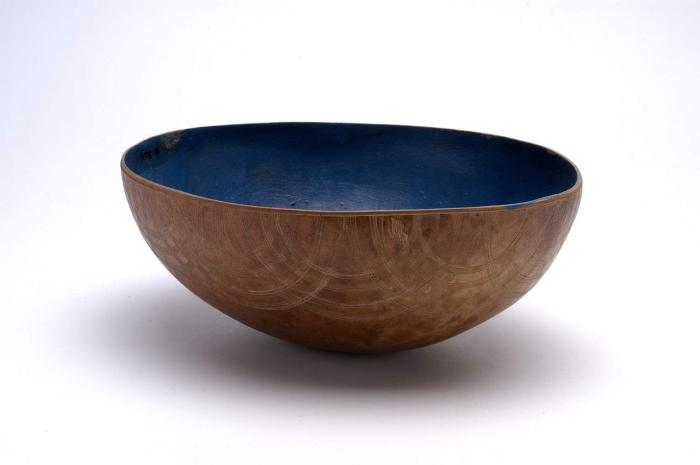
Escudilla de corteza de calabaza. Surinam.

## Ejemplos pictóricos

Escudillas en la pintura
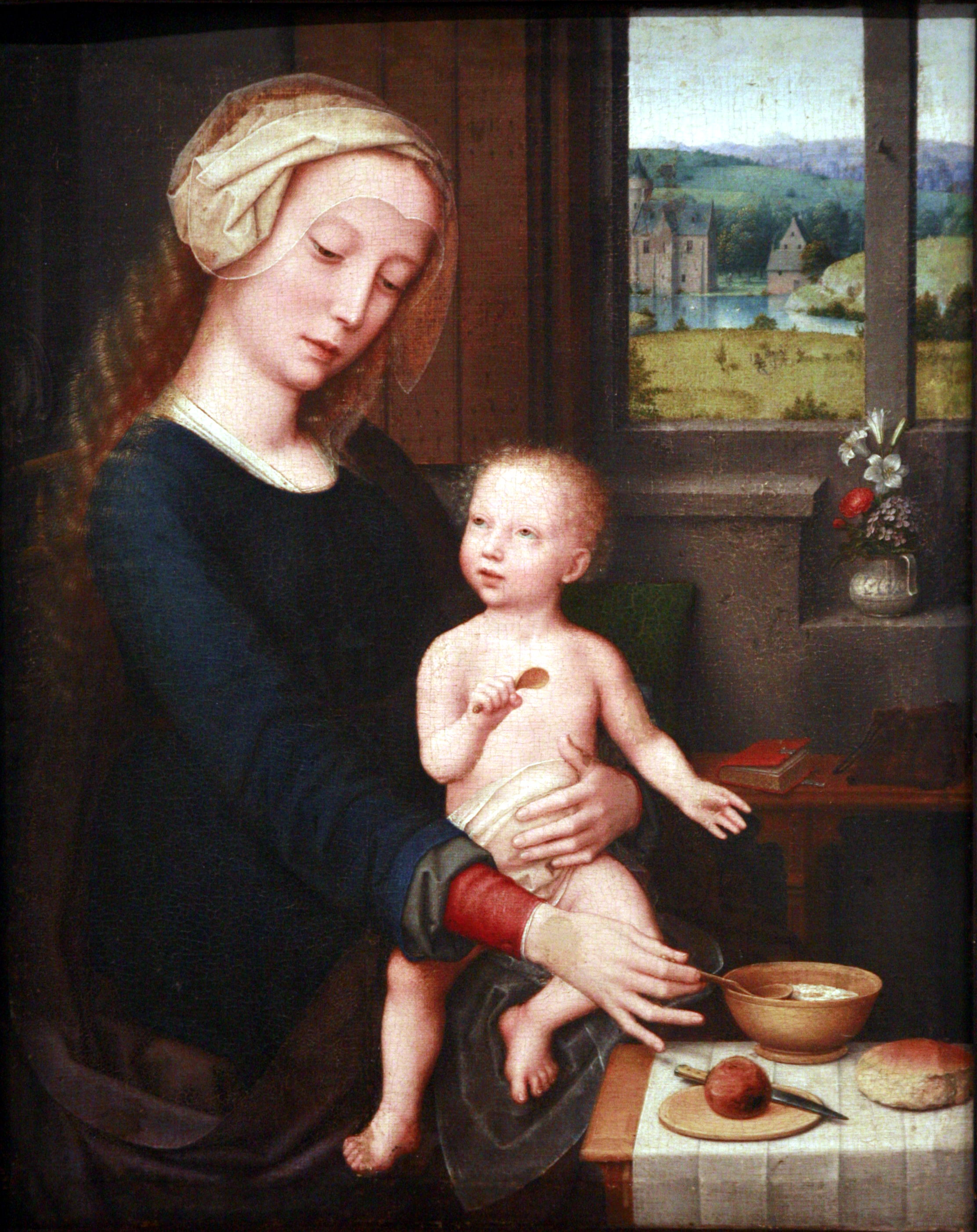
Escudilla de leche en La virgen de la cuchara (1510), de Gerard David. Museo de Bellas Artes de Estrasburgo.
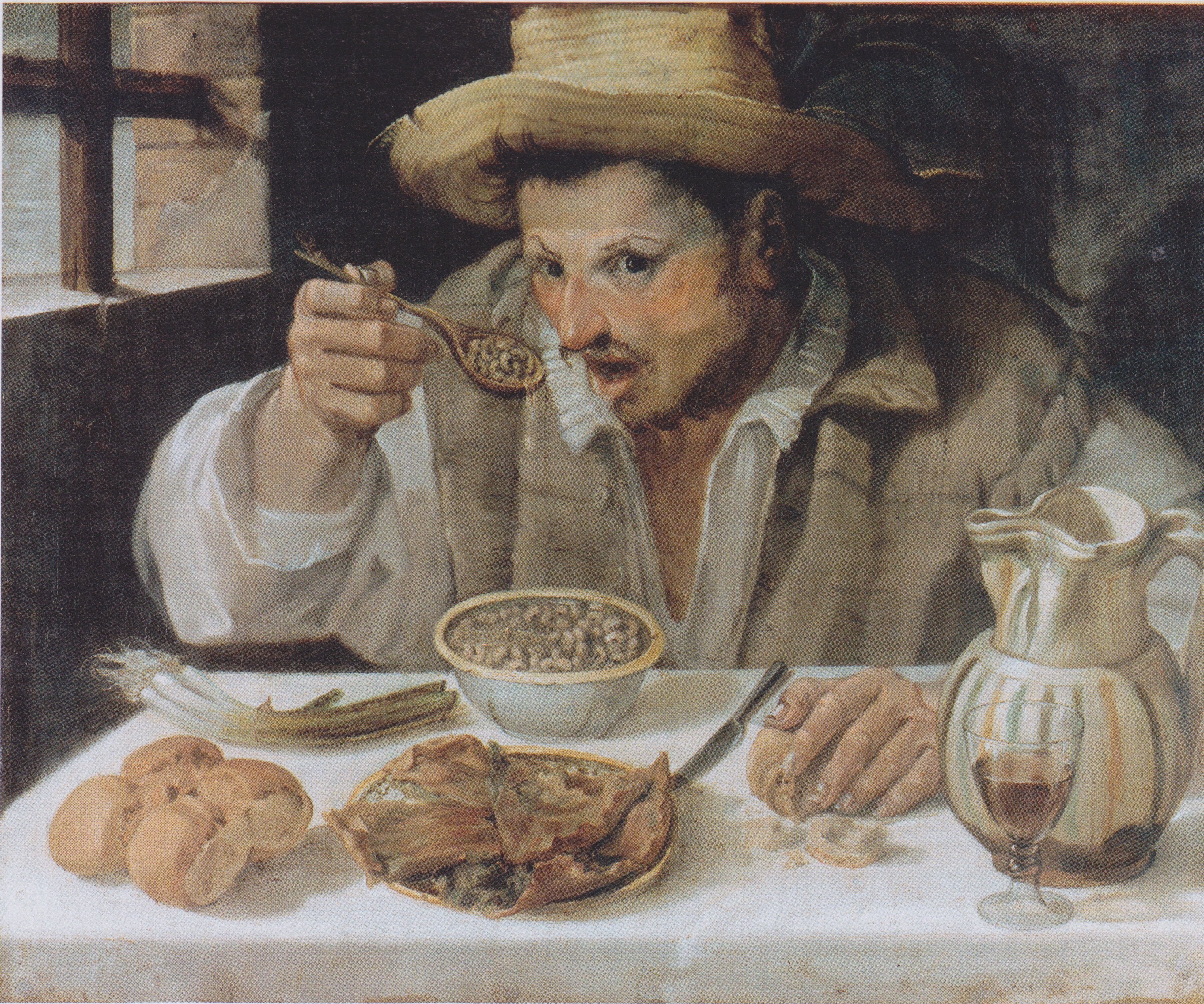
Hombre comiendo judías (hacia 1585), de Anibal Carracci. Galería Colonna (Roma).
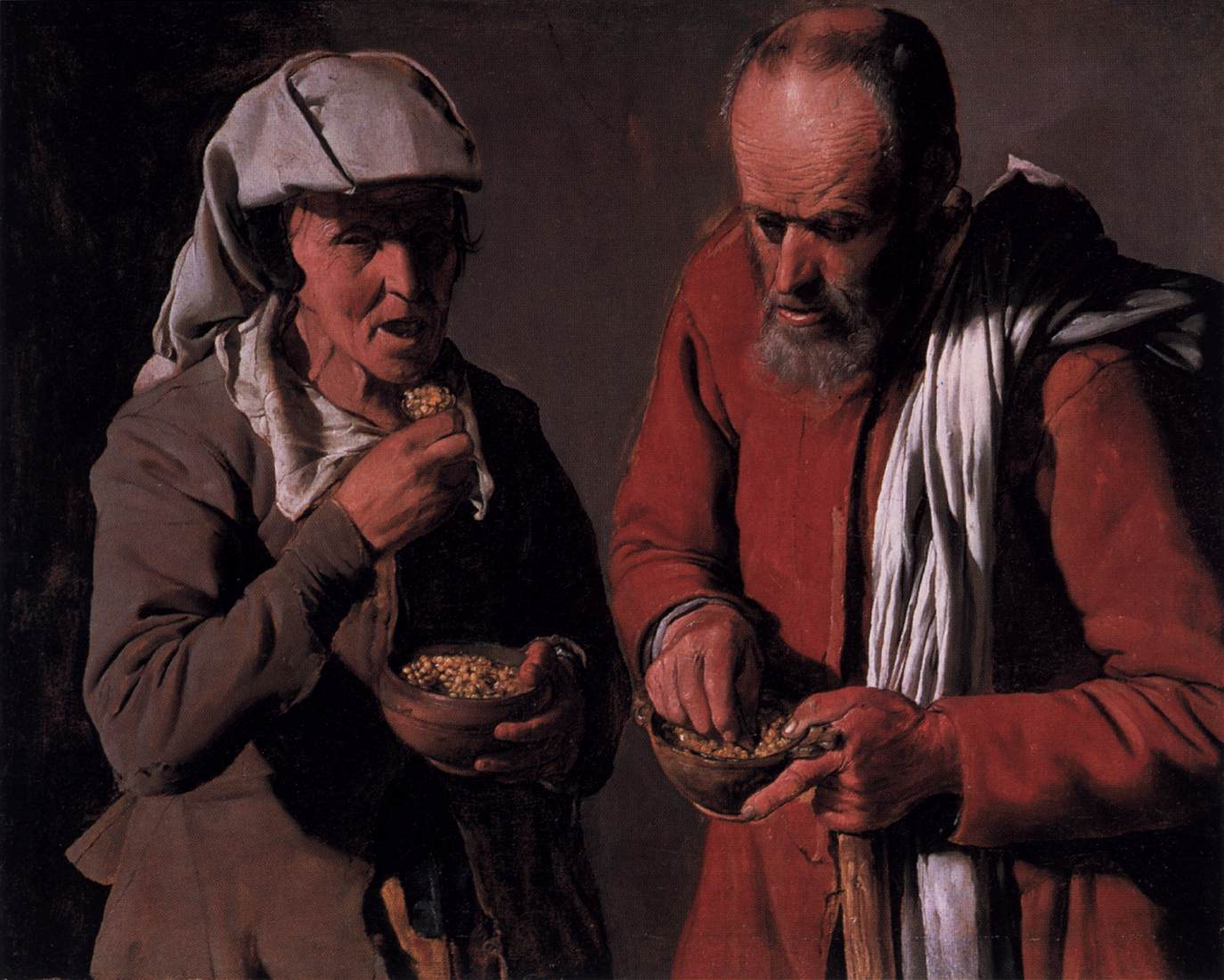
Pareja de campesinos comiendo (hacia 1620), de Georges de La Tour. Gemäldegalerie de Berlín.
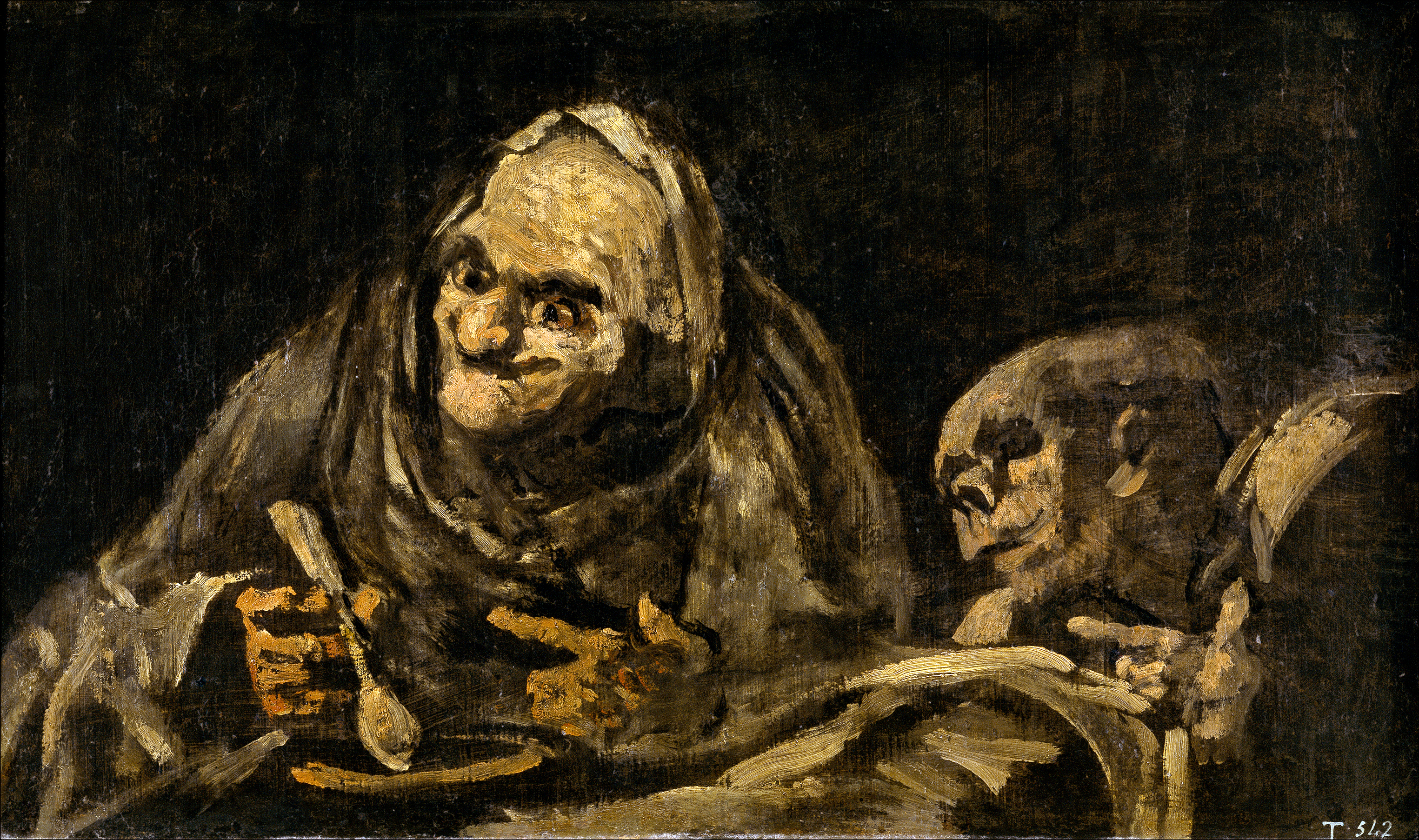
La escudilla de sopa (hacia 1822), pintura negra de Francisco de Goya. Museo del Prado (Madrid).